# Дієгу Кубас
Дієгу Кубас (порт. Diego Cubas; нар. 14 березня 1986) — колишній бразильський тенісист.
Найвищу одиночну позицію світового рейтингу — 699 місце досяг 8 листопада 2004, парну — 651 місце — 18 липня 2005 року.

## Титули ITF Ф'ючерс

### Парний розряд: (2)
| Ранг | Дата     | Турнір                 | Покриття | Партнер      | Суперники                         | Рахунок     |
| ---- | -------- | ---------------------- | -------- | ------------ | --------------------------------- | ----------- |
| 1.   | Жов 2004 | Бразилія F8, Ресіфі    | Ґрунт    | Марсело Мело | Едуарду Борер Едуардо Портал      | 7–6(6), 6–4 |
| 2.   | Жов 2004 | Бразилія F9, Гуарульюс | Ґрунт    | Марсело Мело | Едуарду Борер П'єрр-Людовік Дюкло | 7–6(1), 6–4 |